# Pilocarpus jaborandi
Pilocarpus jaborandi là một loài thực vật có hoa trong họ Cửu lý hương. Loài này được Holmes miêu tả khoa học đầu tiên năm 1892.